# Tomoe Abe
Tomoe Abe (安部友恵?, Abe Tomoe; Kitsuki, 13 agosto 1971) è un'ex maratoneta e ultramaratoneta giapponese.

## Biografia
Ai Mondiali di Stoccarda 1993 vinse la medaglia di bronzo nella maratona, venendo preceduta dalla connazionale Junko Asari (medaglia d'oro) e dalla portoghese Manuela Machado. Vinse la maratona di Hokkaido del 1996 con un tempo di 2h31'21".
Detiene il record mondiale femminile dei 100 km con il tempo di 6h33'11", ottenuto ad Atene nel 2000.

## Palmarès
| Anno | Manifestazione | Sede      | Evento   | Risultato | Prestazione | Note |
| ---- | -------------- | --------- | -------- | --------- | ----------- | ---- |
| 1993 | Mondiali       | Stoccarda | Maratona | Bronzo    | 2h31'01"    |      |